# Porte de Saint-Cloud
De Porte de Saint-Cloud is een toegangspunt (Porte) tot de stad Parijs, en is gelegen in het westelijke 16e arrondissement aan de Boulevard Périphérique.
Vanuit de Porte de Saint-Cloud vertrok vroeger de nationale weg N10 naar Chartres en Bordeaux. Tegenwoordig is dit de D910.
Bij de Porte de Saint-Cloud is het gelijknamige metrostation Porte de Saint-Cloud aanwezig, die onderdeel is van de Parijse metrolijn 9.